# Ludorf
Ludorf ist ein Ortsteil der Gemeinde Südmüritz im Landkreis Mecklenburgische Seenplatte in Mecklenburg-Vorpommern.

## Geografie

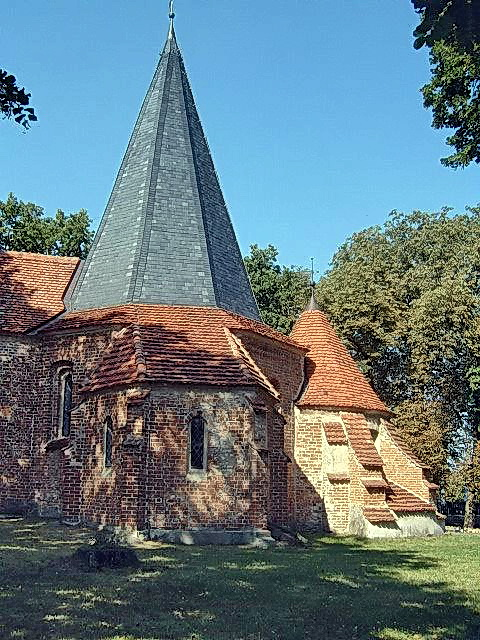
Kirche in Ludorf

Das Ortsgebiet Ludorfs östlich der Stadt Röbel/Müritz liegt am südwestlichen Ufer der Müritz, Norddeutschlands größtem Binnensee. Zwei Drittel der Ortsfläche bestehen aus einem Teil der Müritz, ein Drittel ist Landfläche – eine Halbinsel, die im Nordwesten durch die Müritzbucht des Binnensees und im Südosten durch den Südzipfel der Müritz selbst gebildet wird. Im Norden ragen mit dem Großen Schwerin und dem 19 m über dem Seespiegel (81 m ü. NN) liegenden Steinhorn zwei Landzungen in den See, die beide unter Naturschutz stehen.
Zu Ludorf gehören die Ortsteile Gneve und Zielow.

## Geschichte
Ludorf wurde am 8. Mai 1346 anlässlich der Wiedereinweihung der Kirche durch den Bischof von Havelberg erstmals urkundlich erwähnt. Die Geschichte im Mittelalter wurde durch die Familie von Mori(h)n dominiert, welche die seit dem Dreißigjährigen Krieg nicht mehr existierende Siedlung Mori(h)n unmittelbar nördlich von Ludorf begründete. Heute sind die Reste der Befestigungsanlage ein Bodendenkmal. 1686 ging das Gut durch Erbschaft in den Besitz der Familie von Knuth über, die 1698 das Herrenhaus errichten ließ. Früh kam Adam Levin I. von Knuth in den Besitz, etwaig im Minorat. Das Gut verblieb noch indirekt bis 1901 bei der Familie von Knuth. Es kam nach den Angaben des Genealogischen Handbuch des Adels durch Erbschaft der Bertha von Knuth auf Ludorf mit Gneve, verheiratet mit dem Kammerherrn Wilhelm von Schulse, an die Tochter Beate von Schulse (1846–1925). Beate heiratete 1868 in Ludorf Friedrich von Bülow-Solzow, die Familie lebte auf Ludorf. Um 1928, also kurz vor der großen Wirtschaftskrise, beinhaltete Gut Ludorf etwa 3853,20 ha. Und so blieb das alte Allodialgut Ludorf bis 1945 Eigentum der Familie von Schulse-Bülow, vertreten durch Amtsrichter a. D. und Dr. jur. Wilhelm von Schulse-Bülow-Ludorf (1872–1945).
In Zielow wurde zu DDR-Zeiten ein Kinder-Ferienlager errichtet und unterhalten, das nach 1990 verfiel.
Zum 26. Mai 2019 fusionierte Ludorf mit der Nachgemeinde Vipperow zur neuen Gemeinde Südmüritz. Letzter Bürgermeister war Andreas Bau.

## Sehenswürdigkeiten

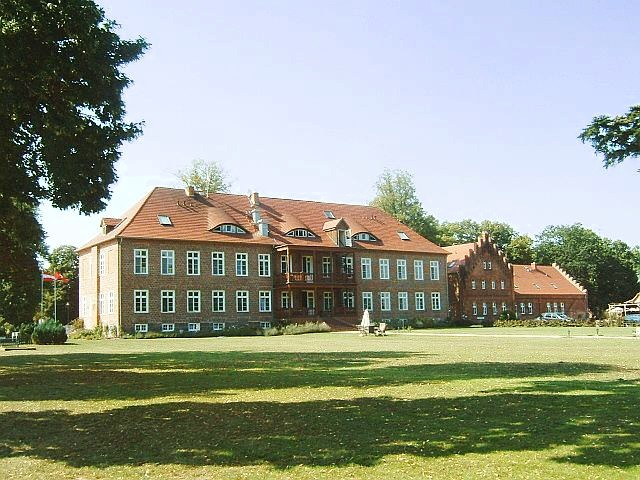
Gutshaus, rechts das Museum

Die Dorfkirche Ludorf ist durch ihren achteckigen Grundriss als Oktogonkirche eine in der Backsteingotik seltene architektonische Besonderheit. Der Zentralbau hat eine westliche Vorhalle und eine östliche Apsis. Ihre Weihe wurde 1346 urkundlich erwähnt. Die Kirche hat womöglich bereits 200 Jahre früher, also um 1150 der vom Kreuzzug heimgekehrten Ritter Wipert Morin errichten lassen, der das Heilige Grab in Jerusalem als Vorbild im Auge hatte. Danach erfolgten diverse Umbauten. Sie wurde im Norden und Süden um je eine Polygonkapelle erweitert.
Das Gutshaus Ludorf von 1698, errichtet auch aus den Resten der Feste Morin in dänischem Klinkerrenaissancestil; der gepflegte Landschaftspark wurde in der ersten Hälfte des 19. Jahrhunderts angelegt. Heute: Hotel mit Restaurant. Auf der Gutsanlage befinden sich weitere denkmalgeschützte Gebäude, wie die Stellmacherei, Ställe und das Gutsverwalterhaus.
Das kleine Heimatmuseum unweit der Kirche zeigt Fundstücke aus der Zeit, als die Gutsbesitzer der Region aus expansiven Gründen merklich im 19. Jahrhundert zum Segelschiffbauboom beitrugen. Es befindet sich im ehemaligen Gutsverwalterhaus, nördlich des Herrenhauses.
Der Weg zum Strandbad Ludorf führt hinter dem Gutshaus durch den Park, ein Wäldchen mit Teichen, die allesamt schwarzes Wasser zu enthalten scheinen, da die Teichgründe mit vermodertem Laub bedeckt sind.
Am Strandbad findet man die deutschlandweit in ihrer Wuchsform einmalige Stelzeneiche, eine etwa 250 Jahre alte Stieleiche, deren Wurzelbereich durch frühe Überschwemmung freigelegt wurde und die daraufhin aus den äußeren Starkwurzeln drei Stammfüße mit gebildet hat, die einen ebenerdigen Hohlraum überdachen. Sie ist eine etwa 23 Meter hohe Solitärpflanze.
Der Turmhügel nordwestlich vom Ortszentrum beherbergte in der Hansezeit einen befestigten Turm. Zu sehen ist heute der Hügel mit einigen abgetragenen Mauerteilen, die zum Bau anderer Gebäude verwendet wurden und der ihn umgebende weitgehend trockengelegte Wassergraben.
Die Dorfkirche Zielow ist ein Fachwerkbau mit eingezogenem Turm von 1833/34.

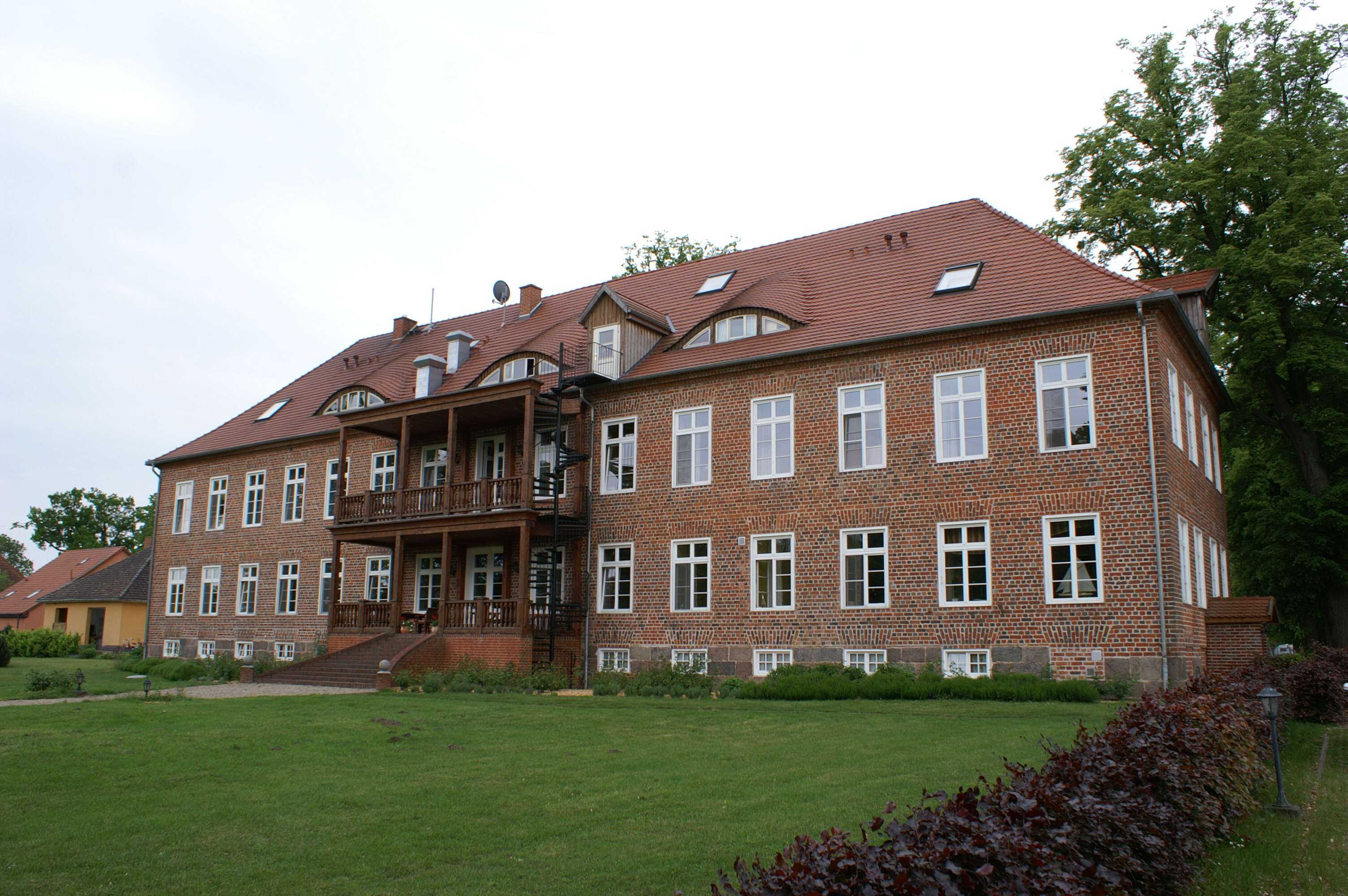
Gutshaus Ludorf
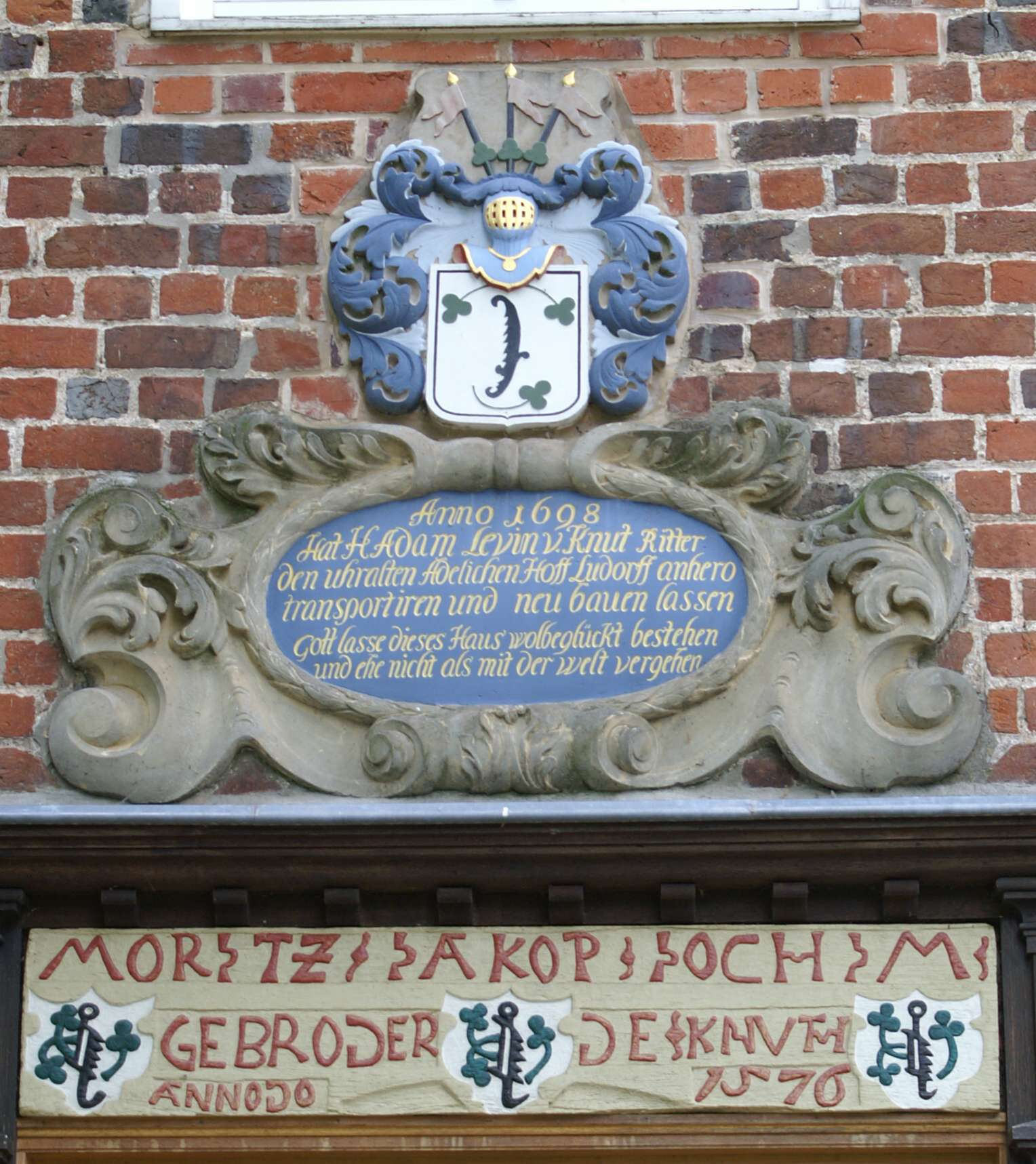
Wappen der Knuth
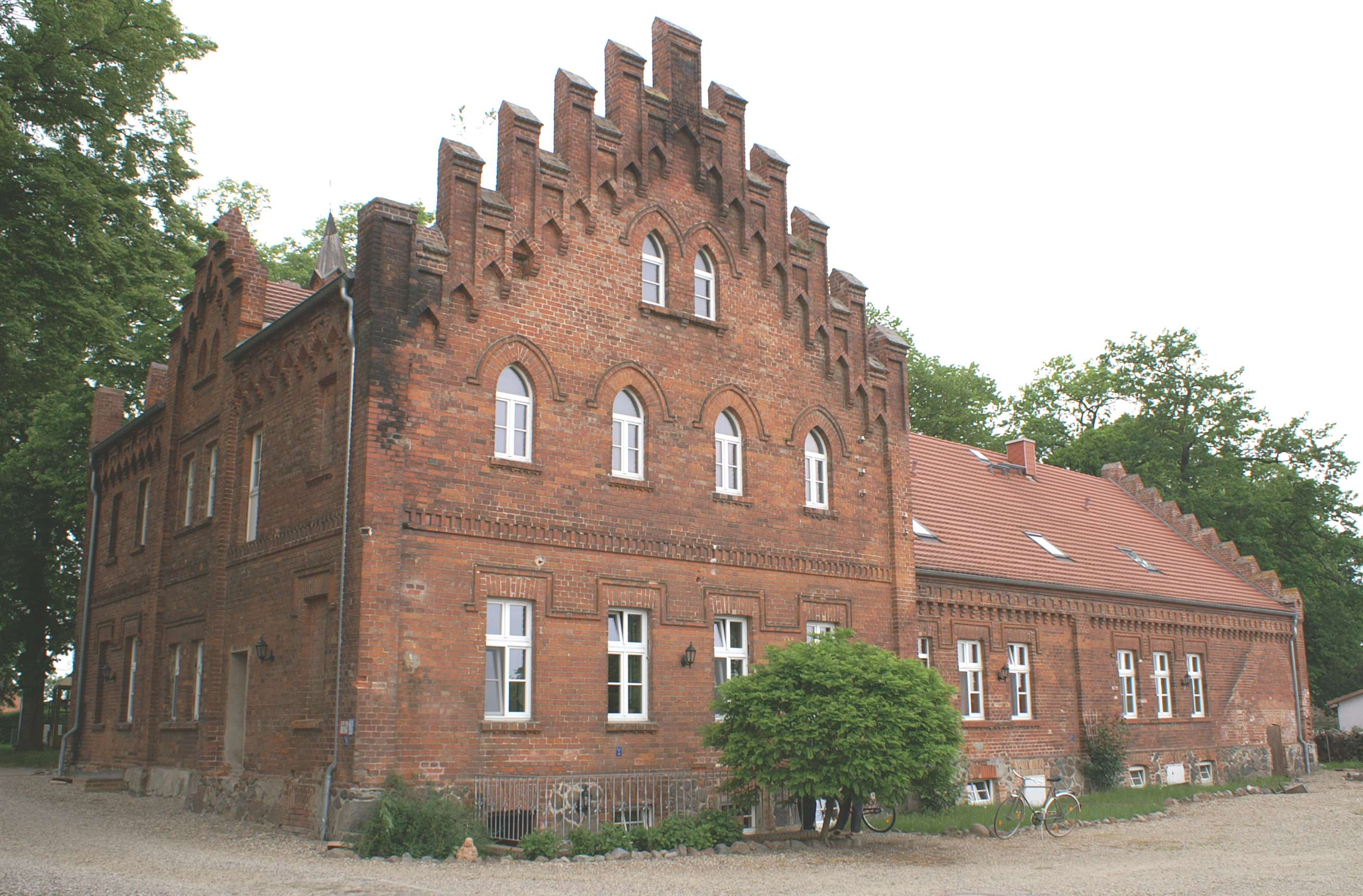
Museum
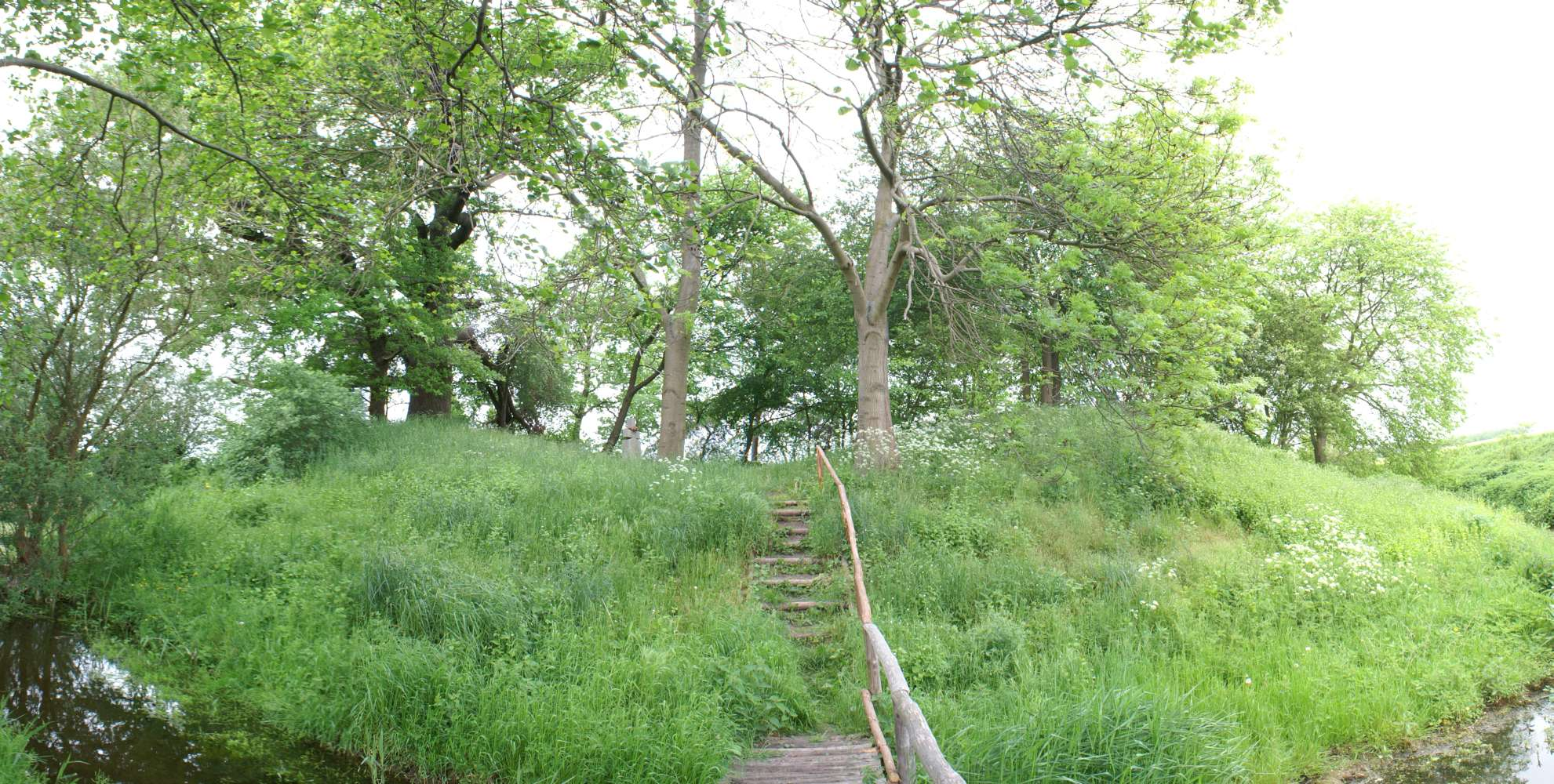
Turmhügel
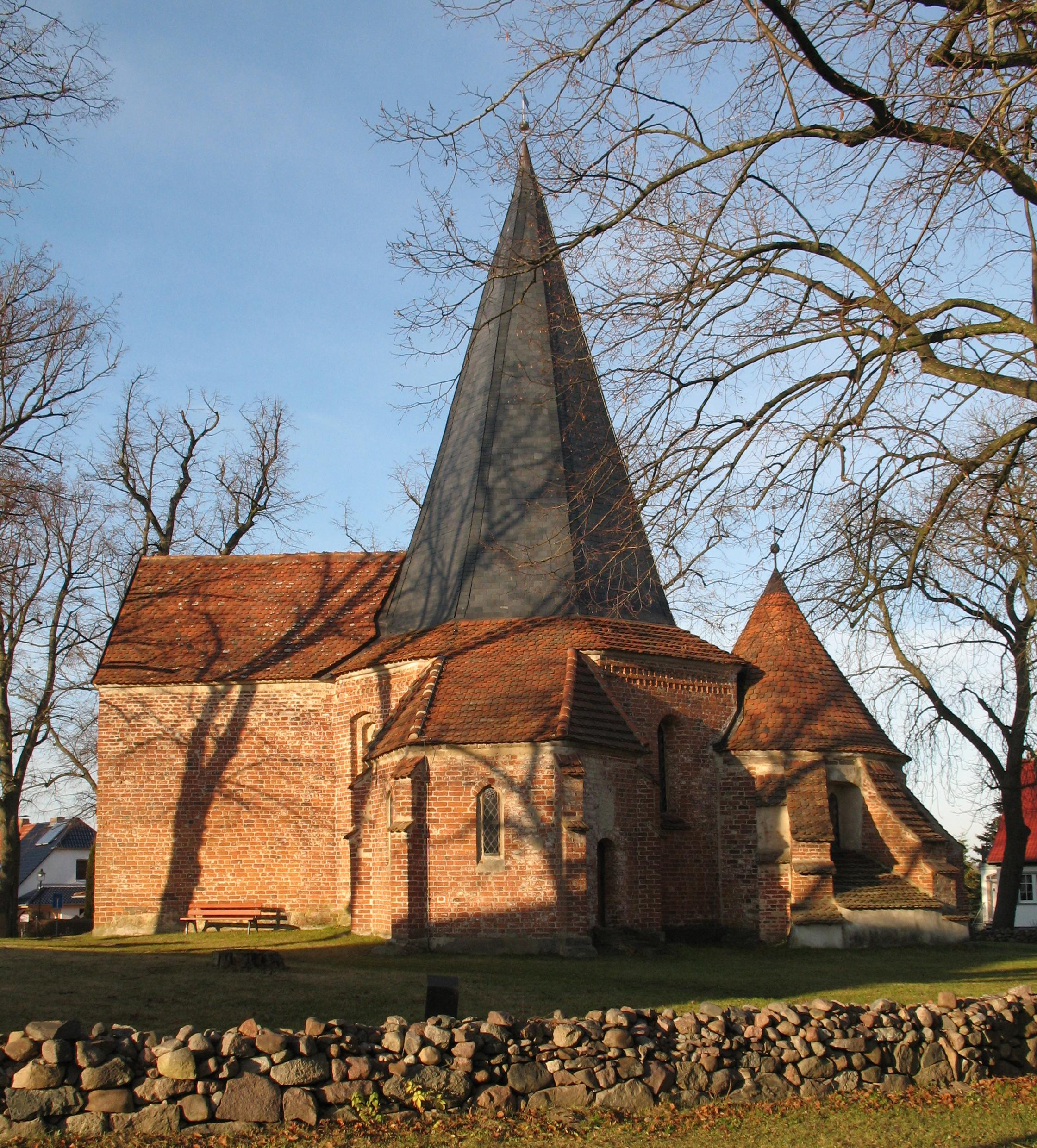
Oktogonale Dorfkirche

## Persönlichkeiten
- Adolph Runge (* 1816 in Ludorf; † 1862 in Friedland (Mecklenburg)), Mediziner und Abgeordneter des Vorparlaments
- Daniel Runge (1804–1864), Theologe, verlebte hier die Kindheit
- Carl Schneeberg (1894–1946), Pädagoge, Verwaltungsbeamter und Politiker